# Stèle des Justes de Midi-Pyrénées
Les « Stèle des Justes de Midi-Pyrénées » est située à Toulouse. Sur cette stèle sont gravés les noms des 131 personnes de la région Midi-Pyrénées qui y ont protégé les Juifs pendant la Seconde Guerre mondiale et ont reçu le titre de « Juste parmi les nations » décerné par l'Institut Yad Vashem de Jérusalem. 

## Historique
En avril 2004, Philippe Douste-Blazy, député-maire de Toulouse, en présence d'Elie Wiesel a inauguré le mémorial en hommage aux Justes des Nations de Midi-Pyrénées. Ce monument est situé à l'extrémité de l'allée des Justes, la grande allée du jardin des plantes de Toulouse, nommée ainsi en 2003. Ce monument commémore la Shoah et honore celles et ceux qui, parmi les non-juifs ont sauvé des juifs au péril de leur vie. Dans le granit rose sont gravés les noms des 131 Justes de la région, ainsi que cette phrase qui figure sur la médaille des Justes : « Quiconque sauve une vie, sauve l'humanité ».
La liste des Juste de Midi-Pyrénées établie le 17 juillet 2016 comporte 361 noms.

## Liste des noms gravés sur la stèle[4]
| Nom                        | commune  | Année          | Source    |
| -------------------------- | -------- | -------------- | --------- |
| Honorine Abribat           |          |                |           |
| Elie Armengaud             |          |                |           |
| François Baccalerie        |          |                |           |
| Jeanne Baccalerie          |          |                |           |
| Jean Boyer                 |          |                |           |
| Louise Boyer               |          |                |           |
| Maria Couillens            |          |                |           |
| Louis de Courrèges d'Ustou |          |                |           |
| John De Stegge             |          |                |           |
| Diego Diaz                 |          |                |           |
| Marie Diu                  |          |                |           |
| Juliette Doumeng           |          |                |           |
| Maurice Dubois             |          |                |           |
| Françoise Mazas            |          |                |           |
| Jean Fenayrol              |          |                |           |
| Marie Fenayrol             |          |                |           |
| Alfred Fréchengues         |          |                |           |
| André Fréchengues          |          |                |           |
| Anne Fréchengues           |          |                |           |
| Emile Fréchengues          |          |                |           |
| Gilberte Fréchengues       |          |                |           |
| Marcelle Fréchengues       |          |                |           |
| Jeanne Marceillac          |          |                |           |
| Jean-François Marty        |          |                |           |
| Raymond Mazas              |          |                |           |
| René de Naurois            |          |                |           |
| Bertrand Pagnon            |          |                |           |
| Marie Pagnon               |          |                |           |
| Marina Palus               |          |                |           |
| Jeanne Pariset             |          |                |           |
| Jean Phillipe              |          |                |           |
| Jules-Géraud Saliège       | Toulouse | 8 juillet 1969 | Yadvashem |
| Alice Schneider            |          |                |           |
| Pierre Thomas              |          |                |           |
| André Thouroude            |          |                |           |
| Raymond Viadieu            |          |                |           |